# Glenn Hardin
Glenn Foster Hardin (Derma, 1º luglio 1910 – Baton Rouge, 6 marzo 1975) è stato un ostacolista statunitense, specializzato nei 400 metri ostacoli, disciplina di cui è stato campione olimpico a Berlino 1936.

## Palmarès
| Anno | Manifestazione  | Sede        | Evento   | Risultato | Prestazione | Note            |
| ---- | --------------- | ----------- | -------- | --------- | ----------- | --------------- |
| 1932 | Giochi olimpici | Los Angeles | 400 m hs | Argento   | 51"9        | Record mondiale |
| 1936 | Giochi olimpici | Berlino     | 400 m hs | Oro       | 52"4        |                 |